# Irrsee
El Irrsee o Zeller See (también Zellersee) es un lago de Alta Austria cerca de la frontera con Salzburgo. Es el lago más cálido del Salzkammergut, además de reserva natural. El Irrsee es relativamente virgen y, con las turberas que lo rodean, es hábitat de muchas especies animales y vegetales en peligro de extinción.

## Geografía
El Irrsee se encuentra a 553 metros sobre el nivel del mar, midiendo 4,5 km de largo y alrededor de 1 km de ancho. Junto con el lago Fuschlsee, es el lago superior más grande de una cadena de lagos del Salzkammergut que continúa por el lago Mondsee hasta el lago Attersee. El Irrsee se encuentra en una depresión norte-sur de la zona del flysch, rodeada de morrenas glaciares. La alargada cuenca del lago tiene una forma casi rectangular. La orilla occidental tiene una pendiente más pronunciada que la oriental, mientras que las orillas septentrional y meridional son muy llanas. Al oeste del Irrsee se encuentra la montaña del Kolomannsberg. En la orilla oriental se encuentra Zell am Moos, cuyo término municipal incluye toda la zona del lago. Al norte se encuentra el municipio de Oberhofen am Irrsee y al sur el municipio de Tiefgraben. El lago consta de una cuenca norte, más pequeña y de 27 metros de profundidad, y una cuenca sur, más grande y de 32 metros de profundidad, separadas por una cresta a 21 metros de profundidad.

## Hidrología
El Irrsee se alimenta de más de 20 arroyos menores y manantiales submarinos y desagua a través del Zeller Ache en el Mondsee, al sureste. El caudal medio es de 1,3 m³/s y el tiempo teórico de intercambio de agua es de 1,3 años. Debido a su pequeño volumen y a su ubicación protegida, el Irrsee se congela con regularidad, por lo que la duración de la capa de hielo puede variar entre una semana y dos meses.

## Geología
Durante la Edad de Hielo, la cuenca del Attersee-Mondsee estuvo cubierta por el imponente glaciar Traungletscher, al igual que la zona de los otros lagos actuales del Salzkammergut. Esto formó profundas hondonadas en algunos lugares, conocidas como cuencas de lengua en los extremos del glaciar. El Irrsee se formó probablemente hacia el final de la Edad de Hielo de Würm, hace unos 17.000 años, cuando el glaciar de Traun se retiró y las cuencas de lengua se llenaron de agua de deshielo. Las zonas de sedimentación con páramos y praderas húmedas en el norte y el sur indican que el lago era casi el doble de largo de lo que es hoy al final de la Edad de Hielo.

## Limnología
La profundidad de la visibilidad se ve influida en ocasiones por la turbidez mineral, la descalcificación biogénica y el fitoplancton. A partir de 1985, la calidad del agua en todas las partes del lago mejoró como resultado de los esfuerzos de recuperación y ahora se clasifica como oligotrófico a oligotrófico-mesotrófico, con una profundidad media de 5,0 metros.

## Flora y vegetación
Las riberas están en gran parte sin urbanizar y son naturales, rodeadas en amplios tramos por un cinturón de juncos, turberas y prados húmedos.

## Fauna
Las principales especies de peces son el lucio, el corégono, la carpa, la tenca, el besugo, la anguila, la lucioperca, el siluro y el bagre.
Las turberas y prados húmedos que rodean al Irrsee son hábitats importantes para numerosas especies animales especializadas y amenazadas. Por ejemplo, hay varias especies de insectos ligadas a los hábitats húmedos, como el saltamontes de los pantanos, la mariposa de los prados pantanosos (Coenonympha tullia) y una especie de libélula (Orthetrum coerulescens). Numerosas especies de aves también tienen aquí sus lugares de cría, en algunos casos los únicos del país, en particular el zarapito real y la tarabilla norteña.

## Reserva natural

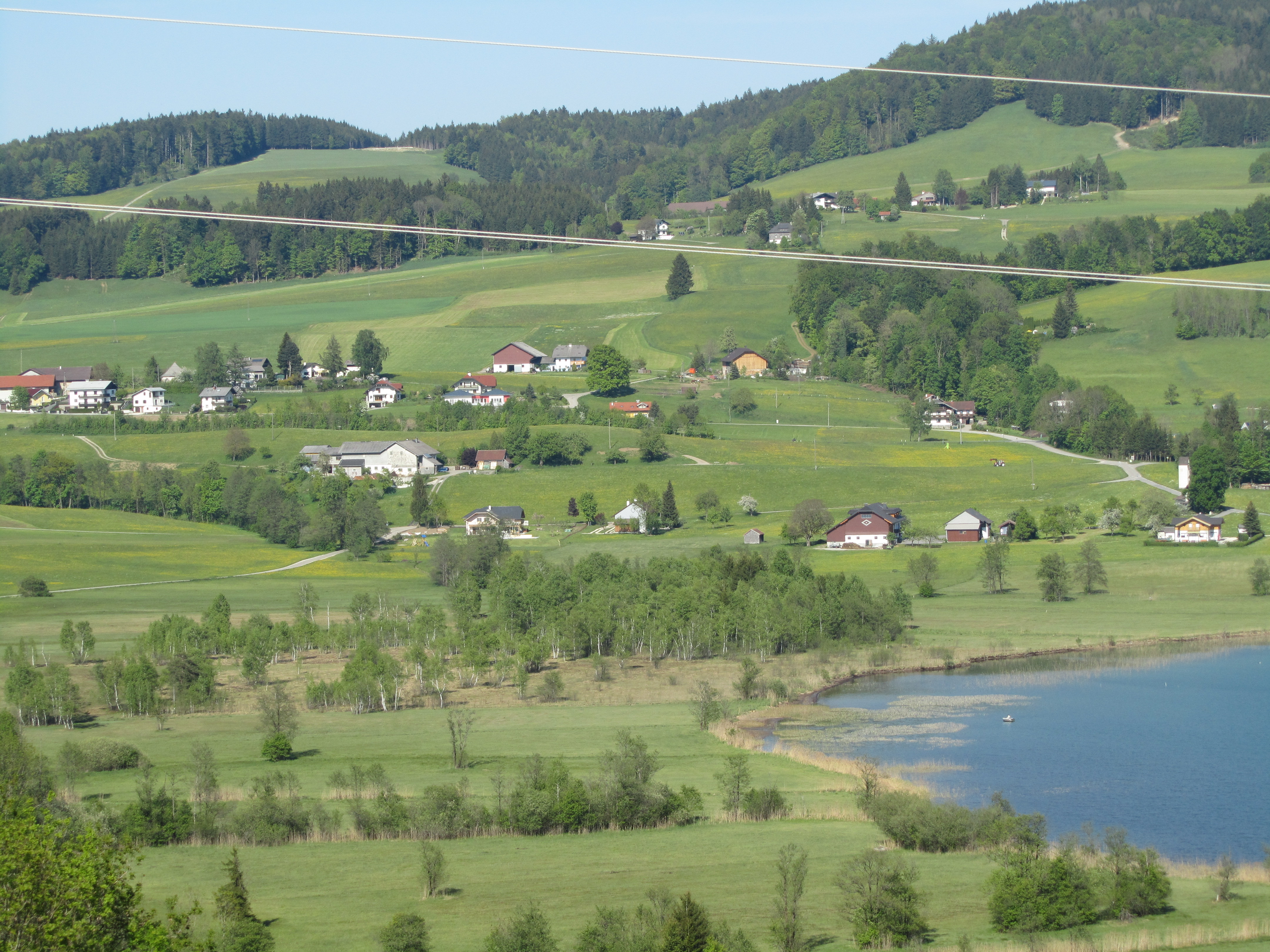
Irrsee, turbera norte

Toda la superficie del lago, de 349,1935 hectáreas, está protegida como reserva natural de Zellersee (Irrsee). El lago aún conserva un buen cinturón de juncos en algunos lugares. En el Irrsee se ha establecido una zona básica de protección de la orilla del lago de 500 metros, y partes de las praderas de los páramos circundantes también están protegidas como reserva natural de los páramos del Irrsee con 52,0004 hectáreas. 

## Turismo

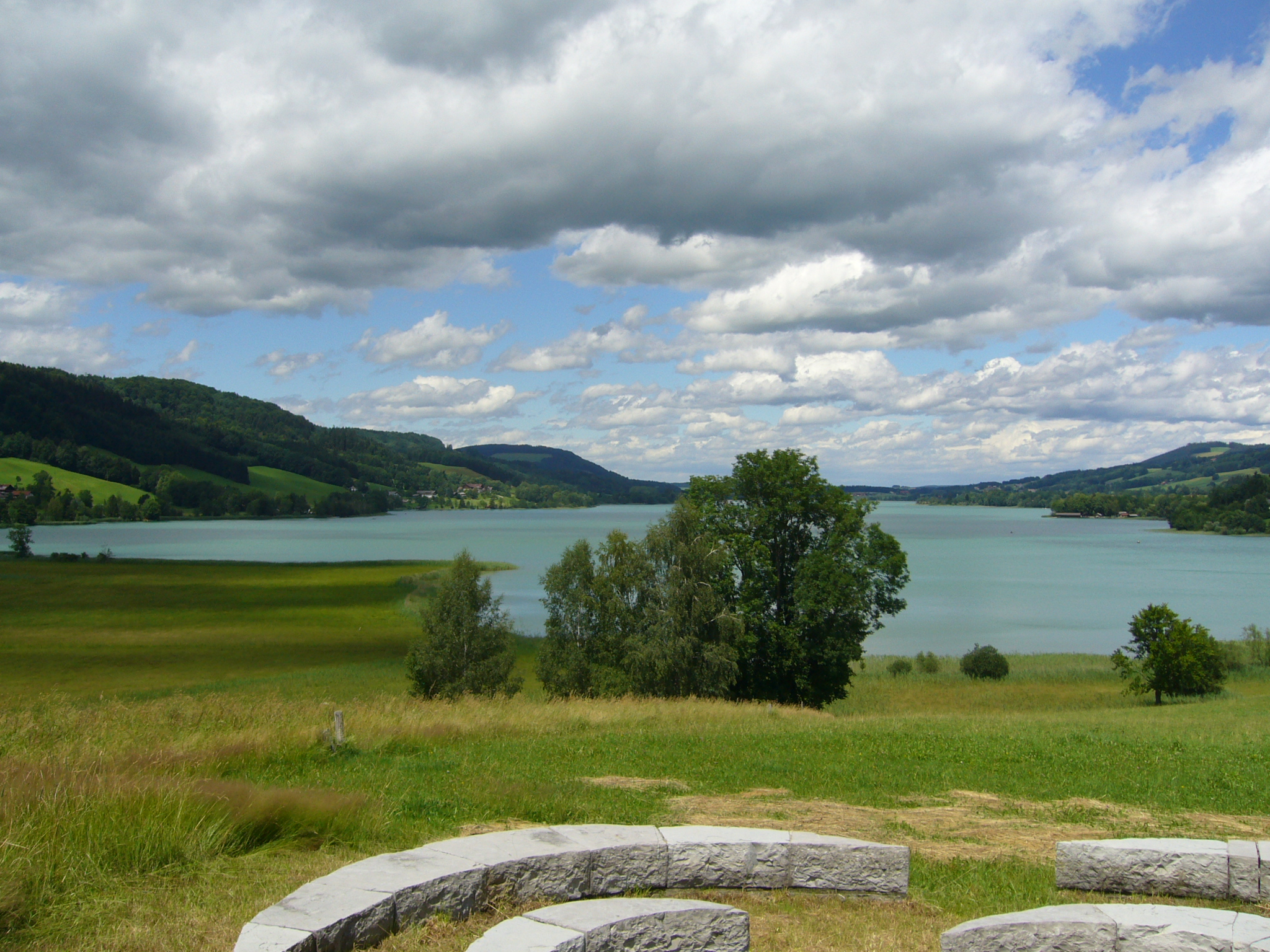
La orilla sur del Irrsee, en primer plano una parte de la escultura “Phyllotaxis-Irrsee”

Debido a las temperaturas relativamente altas del agua en verano, el Irrsee es un popular lago de baño. Alcanza hasta 27 °C y se considera un buen lago de baño, pero es mucho menos frecuentado que los otros grandes lagos y tiene una infraestructura turística comparativamente baja. Hay varias zonas de baño en sus orillas (sobre todo en Laiter, en la orilla oriental septentrional, en el pueblo de Zell am Moos y en el extremo meridional, en el municipio de Tiefgraben) y campings. Amplios sectores de la orilla, sobre todo en la orilla oeste, son zonas de baño privadas (el resto de la orilla es una reserva natural y es inaccesible y pantanosa o juncosa). La calidad de las aguas de baño es excelente, y en algunos años, sobre todo con poca afluencia de agua dulce en veranos secos, sólo buena (verde). La pesca también desempeña un papel importante. Con una capa de hielo estable, el lago es utilizado por patinadores sobre hielo y curling en invierno.